# Carol Frederic Diebitsch
Carol-Frederic Diebitsch (Dibici) (1785-1831) a fost un feldmareșal rus, vestit prin faptele de arme împotriva otomanilor, poreclit Zabalcanski, cel care a trecut Balcanii.